# Constituição da República da Guiné-Bissau
A Constituição da República da Guiné-Bissau é a Lei Maior que rege político-administrativo e juridicamente a Guiné-Bissau.

## História
A primeira literatura constitucional do país foi a de 24 de Setembro de 1973, alcunhada de "Constituição do Boé"  que regeu até 1980 e no dia l0 de Novembro de 1980. a Assembleia Nacional aprovou outro texto constitucional, porém, foi infrutificado com o golpe militar de 14 de novembro de 1980. Em 16 de Maio de 1984 uma nova carta constitucional foi unanimemente aprovada pela Assembleia Nacional Popular e promulgada pela presidente do poder legislativo Carmen Pereira.

### 1991
Em 9 de maio de 1991 a Lei Constitucional nº 1 faz revisões no texto constitucional, entre as mudanças, é inserido o pluripartidarismo; em 4 de dezembro de 1991 a Lei Constitucional nº 2 também insere revisões na literatura constitucional.

### 1993
Em fevereiro de 1993 a Assembleia Nacional decreta e promulga a  Lei Constitucional n.° 1, empreendendo emendas e revisões, notadamente no artigo 5º e no artigo 20º.

### 1995
Em 1º de dezembro de 1995 é editada, pela Assembleia Nacional, a Lei Constitucional n.° 1 de 1995, que realiza revisão nos artigos 105 a 118.

### 1996
Em 16 de dezembro de 1996  a  Lei Constitucional n.º 1/96, é publicada no Boletim Oficial da Guiné-Bissau.

### 2001
Em  5 de Abril de 2001 foi revisada pela Assembleia nacional decreta uma lei fundamental de revisão da Constituição.
República da Guiné-Bissau
ASSEMBLEIA NACIONAL POPULAR

CONSTITUIÇÃO DA REPÚBLICA
Dezembro 1996
| ÍNDICE     |                                                                                  |        |
|            |                                                                                  | Página |
|            |                                                                                  |        |
| Preâmbulo  | Preâmbulo                                                                        | 2      |
|            |                                                                                  |        |
| Título I   | Princípios fundamentais — Da natureza e fundamentos do Estado – Artigos 1° a 23° | 3      |
|            |                                                                                  |        |
| Título II  | Dos direitos, liberdades, garantias e deveres fundamentais – Artigos 24° a 58º   | 8      |
|            |                                                                                  |        |
| Título III | Organização do poder político                                                    | 16     |
|            | Capítulo I – Dos princípios gerais – Artigos 59° a 61º                           | 16     |
|            | Capítulo II – Do Presidente da República - Artigos 62° a 72° 25                  | 17     |
|            | Capítulo III – Do Conselho de Estado – Artigos 73° a 75°                         | 20     |
|            | Capítulo IV – Da Assembleia Nacional Popular – Artigos 76° a 95°                 | 21     |
|            | Capítulo V – Do Governo – Artigos 96° a 104°                                     | 27     |
|            | Capítulo VI – Do poder local – Artigos 105° a 118°                               | 29     |
|            | Capítulo VII – Do poder judicial – Artigos 119° a 125°                           | 32     |
|            |                                                                                  |        |
| Título IV  | Garantia e revisão da Constituição                                               | 34     |
|            | Capítulo I – Da fiscalização da constitucionalidade das leis – Artigo 126°       | 34     |
|            | Capítulo II – Da revisão constitucional – Artigos 127° a 131°                    | 34     |
|            |                                                                                  |        |
| Título V   | Disposições finais e transitórias – Artigos 132° e 133°                          | 35     |

PREÂMBULO

O PAIGC, fundado em 19 de Setembro de 1956, cumpriu exemplarmente o seu Programa Mínimo, que consiste em libertar os povos da Guiné e Cabo Verde, conquistando a soberania dos respectivos Estados, ao mesmo tempo que lançava as bases de construção de uma sociedade livre, democrática e de justiça social em cada país.

O Partido conseguiu, após a independência, granjear nos planos interno e internacional, simpatia, respeito e admiração pela forma como tem conduzido os destinos da Nação Guineense, nomeadamente através da criação e institucionalização do aparelho estatal.

Com o Movimento Reajustador do 14 de Novembro, o Partido reorientou a sua acção, corrigindo os erros que estavam a entravar a edificação de uma sociedade unida, forte e democrática.

Ao adoptar a presente Constituição, que se situa fielmente na linha de uma evolução institucional que nunca se afastou das ideias e opções do nosso povo, linha reafirmada pelas transformações profundas operadas na nossa sociedade pela legalidade, pelo direito e pelo gozo das liberdades fundamentais, a Assembleia Nacional Popular da Guiné-Bissau revela o facto de o seu articulado se encontrar imbuído do humanismo que sempre nos inspirou e que se reflecte nos direitos e liberdades aqui garantidos aos cidadãos como conquistas irreversíveis do nosso povo.

A Assembleia Nacional Popular felicita o PAIGC pelo papel de vanguarda que sempre desempenhou na condução dos destinos da Nação Guineense e congratula-se pela decisão corajosa e oportuna que o partido de Amílcar Cabral tomou ao implementar o desafio da abertura democrática rumo a construção de uma sociedade pluralista, justa e livre.

A decisão do PAIGC situa-se na esteira da sua tradição histórica de procurar a cada momento as respostas às profundas aspirações do nosso povo.

Por isso, agindo como intérprete fiel da vontade do povo e no exercício das responsabilidades que lhe cabem como órgão máximo da soberania, a Assembleia Nacional Popular aprova e adopta, como lei fundamental e para vigorar a partir de 16 de Maio de 1984, a presente Constituição da República da Guiné-Bissau.
TÍTULO 1
PRINCÍPIOS FUNDAMENTAIS – DA NATUREZA
E FUNDAMENTOS DO ESTADO

ARTIGO 1°

A Guiné-Bissau é uma República soberana, democrática, laica e unitária.

ARTIGO 2°

1 -       O A soberania nacional da República da Guiné-Bissau reside no povo.

2 -      O povo exerce o poder político directamente ou através dos órgãos de poder eleitos democraticamente.

ARTIGO 3°

A República da Guiné-Bissau, é um Estado de democracia constitucionalmente instituída, fundado na unidade nacional e na efectiva participação popular no desempenho, controlo e direcção das actividades públicas, e orientada para a construção de uma sociedade livre e justa.

ARTIGO 4°

1 -      Na República da Guiné-Bissau é livre a constituição de partidos políticos nos termos da Constituição e da lei.

2 -      Os partidos políticos concorrem para a organização e expressão da vontade popular e do pluralismo político.

3 -      Os partidos devem respeitar a independência e unidade nacional, a integridade territorial e a democracia pluralista, devendo na sua organização e funcionamento obedecer às regras democráticas.

4 -      É proibida a formação de partidos de âmbito regional ou local, de partidos que fomentem o racismo ou tribalismo e de partidos que se proponham empregar meios violentos na prossecução dos seus fins.

5 -      A denominação do partido não poderá identificar-se com qualquer parcela do território nacional, nem evocar nome de pessoa, igreja, religião, confissão ou doutrina religiosa.

6 -       Os dirigentes máximos dos partidos devem ser cidadãos guineenses originários.

ARTIGO 5°

1 -      A República da Guiné-Bissau proclama a sua gratidão eterna ao combatente que, pelo seu sacrifício voluntário, garantiu a libertação da Pátria do jugo estrangeiro, reconquistando a dignidade e o direito do nosso povo a liberdade, ao progresso e à paz.

2 -      A República da Guiné-Bissau considera como sua honra e dever:

a)      Agir no sentido de garantir uma existência condigna aos combatentes da liberdade da Pátria e, em particular, àqueles que pelo facto da sua participação na luta de libertação sofreram uma diminuição física que os torna, total ou parcialmente, incapazes para o trabalho e que são os primeiros credores do reconhecimento nacional;

b)      Garantir a educação dos órfãos dos combatentes da liberdade da Pátria;

c)      Assistir os pais, os filhos e os viúvos dos combatentes da liberdade da Pátria.

3 -      O combatente da liberdade da Pátria é o militante que, nos quadros do PAIGC, participou na luta de libertação entre 19 de Setembro de 1956 e 24 de Setembro de 1973 e o que, tendo-se integrado nas fileiras do Partido, nas frentes de combate, após esta última data e até 24 de Abril de 1974, revelou, pela sua conduta exemplar, ser digno desse título.

ARTIGO 6°

1 -      Na República da Guiné-Bissau existe separação entre o Estado e as instituições religiosas.

2 -      O Estado respeita e protege confissões religiosas reconhecidas legalmente. A actividade dessas confissões e o exercício do culto sujeitam-se à lei.

ARTIGO 7°

No quadro da sua estrutura unitária e da realização do interesse nacional, o Estado da Guiné-Bissau promove a criação e apoio à acção de colectividades territoriais descentralizadas e dotadas de autonomia nos termos da lei.

ARTIGO 8°

A República da Guiné-Bissau exerce a sua soberania:

1)      Sobre todo o território nacional, que compreende:

a)      A superfície emersa compreendida nos limites das fronteiras nacionais;

b)      O mar interior e o mar territorial definidos na lei, assim como os respectivos leitos e subsolos;

c)      O espaço aéreo supra jacente aos espaços geográficos referidos nas alíneas anteriores;

2)      Sobre todos os recursos naturais vivos, que se encontrem no seu território.

ARTIGO 10°

Na sua zona económica exclusiva, definida por lei, o Estado da Guiné-Bissau, exerce competência exclusiva em matéria de conservação e exploração de recursos naturais, vivos e não vivos.

ARTIGO 11º

1 -      A organização económica e social da Guiné-Bissau assenta nos princípios da economia do mercado, da subordinação do poder económico ao poder político e da coexistência das propriedades pública, cooperativa e privada.

2 -      A organização económica e social da República da Guiné-Bissau tem como objectivo a promoção contínua do bem-estar do povo e a eliminação de todas as formas de sujeição da pessoa humana a interesses degradantes, em proveito de indivíduos, de grupos ou de classes.

ARTIGO 12°

1 -      Na República da Guiné-Bissau são reconhecidas as seguintes formas de propriedade:

a)      A propriedade do Estado, património comum de todo o povo;

b)      A propriedade cooperativa que, organizada sob a base do livre consentimento, incide sobre a exploração agrícola, a produção de bens de consumo, o artesanato e outras actividades fixadas por lei;

c)      A propriedade privada, que incide sobre bens distintos do Estado.

2 -      São propriedade do Estado o solo, o subsolo, as águas, as riquezas minerais, as principais fontes de energia, a riqueza florestal e as infra-estruturas sociais.

ARTIGO 13º (*)
(*)         Suprimido o anterior nº 2 pela Lei Constitucional nº 1/96.

1 -      O Estado pode dar, por concessão, às cooperativas e outras pessoas jurídicas singulares ou colectivas a exploração da propriedade estatal desde que sirva o interesse geral e aumente as riquezas sociais.
2 -      O Estado promove o investimento do capital estrangeiro desde que seja útil ao desenvolvimento económico e social do País.
ARTIGO 14°

O Estado reconhece o direito à herança, nos termos da lei.

ARTIGO 15°

A saúde pública tem por objectivo promover o bem-estar físico e mental das populações e a sua equilibrada inserção no meio sócio-ecológico em que vivem. Ela deve orientar-se para a prevenção e visar a socialização progressiva da medicina e dos sectores médico-medicamentosos.

ARTIGO 16°

1 -      A educação visa a formação do homem. Ela deverá manter-se estreitamente ligada ao trabalho produtivo, proporcionar a aquisição de qualificações, conhecimentos e valores que permitam ao cidadão inserir-se na comunidade e contribuir para o seu incessante progresso.

2 -      O Estado considera a liquidação do analfabetismo como uma tarefa fundamental.

ARTIGO 17°

1 -      É imperativo fundamental do Estado criar e promover as condições favoráveis à preservação da identidade cultural, como suporte da consciência e dignidade nacionais e factor estimulante do desenvolvimento harmonioso da sociedade. O Estado preserva e defende o património cultural do povo, cuja valorização deve servir o progresso e a salvaguarda da dignidade humana.

2 -      Serão criadas condições para que todos os cidadãos tenham acesso à cultura e sejam incentivados a participar activamente na sua criação e difusão.

3 -      Incumbe ao Estado encorajar a prática e difusão do desporto e da cultura física.

ARTIGO 18º

1 -       A República da Guiné-Bissau estabelece e desenvolve relações com outros países na base do direito internacional, dos princípios da independência nacional, da igualdade entre os Estados, da não ingerência nos assuntos internos e da reciprocidade de vantagens, da coexistência pacífica e do não alinhamento.

2 -       A República da Guiné-Bissau defende o direito dos povos à autodeterminação e à independência, apoia a luta dos povos contra o colonialismo, o imperialismo, o racismo e todas as demais formas de opressão e exploração, preconiza a solução pacífica dos conflitos internacionais e participa nos esforços tendentes a assegurar a paz e a justiça nas relações entre os Estados e o estabelecimento da nova ordem económica internacional.

3 -       Sem prejuízo das conquistas alcançadas através da luta de libertação nacional, a República da Guiné-Bissau participa nos esforços que realizam os Estados africanos, na base regional continental, em ordem à concretização do princípio da unidade africana.

ARTIGO 19º

É dever fundamental do Estado salvaguardar, por todas as formas, as conquistas do povo e, em particular, a ordem democrática constitucionalmente instituída. A defesa da Nação deve organizar-se com base na participação activa e na adesão consciente das populações.

ARTIGO 20º

1 -       As Forças Armadas Revolucionárias do Povo (FARP), instrumento de libertação nacional ao serviço do povo, são a instituição primordial de defesa da Nação. Incumbe-lhes defender a independência, a soberania e a integridade territorial e colaborar estreitamente com os serviços nacionais e específicos na garantia e manutenção da segurança interna e da ordem pública.

2 -       É dever cívico e de honra dos membros das FARP participar activamente nas tarefas da reconstrução nacional.

3 -       As FARP obedecem aos órgãos de soberania competentes, nos termos da Constituição e da lei.

4 -       As FARP são apartidárias e os seus elementos, no activo, não podem exercer qualquer actividade política.

ARTIGO 21°

1 -       As forças de segurança têm por funções defender a legalidade democrática e garantir a segurança interna e os direitos dos cidadãos e são apartidárias, não podendo os seus elementos, no activo, exercer qualquer actividade política.

2 -       As medidas de polícia são só as previstas na lei, não devendo ser utilizadas para além do estritamente necessário.

3 -       A prevenção dos crimes, incluindo a dos crimes contra a segurança do Estado, só se pode fazer com observância das regras previstas na lei e com respeito pelos direitos, liberdades e garantias dos cidadãos.

ARTIGO 22°

1 -       Os símbolos nacionais da República da Guiné-Bissau são a Bandeira, as Armas e o Hino.

2 -      A Bandeira Nacional da República da Guiné-Bissau é formada por três faixas rectangulares, de cor vermelha, em posição vertical, e amarela e verde, em posição horizontal, respectivamente do lado superior e do lado inferior direitos. A faixa vermelha é marcada com uma estrela negra de cinco pontas.

3 -      As Armas da República da Guiné-Bissau consistem em duas palmas dispostas em círculo, unidas pela base, onde assenta uma concha amarela, e ligadas por uma fita em que se inscreve o lema «UNIDADE LUTA PROGRESSO». Na parte central superior insere-se uma estrela negra de cinco pontas.

4 -      O Hino Nacional é Esta É a Nossa Pátria Amada.

ARTIGO 23°

A capital da República da Guiné-Bissau é Bissau.

TÍTULO II
DOS DIREITOS, LIBERDADES, GARANTIAS E DEVERES FUNDAMENTAIS

ARTIGO 24°

Todos os cidadãos são iguais perante a lei, gozam dos mesmos direitos e estão sujeitos aos mesmos deveres, sem distinção de raça, sexo, nível social, intelectual ou cultural, crença religiosa ou convicção filosófica.

ARTIGO 25°

O homem e a mulher são iguais perante a lei em todos os domínios da vida política, económica, social e cultural.

ARTIGO 26°

1 -       O Estado reconhece a constituição da família e assegura a sua protecção.

2 -      Os filhos são iguais perante a lei, independentemente do estado civil dos progenitores.

3 -      Os cônjuges têm iguais direitos e deveres quanto à capacidade civil e política e à manutenção e educação dos filhos.

ARTIGO 27°

1 -      Todo o cidadão nacional que resida ou se encontre no estrangeiro goza dos mesmos direitos e está sujeito aos mesmos deveres que os demais cidadãos, salvo no que seja incompatível com a sua ausência do País.

2 -      Os cidadãos residentes no estrangeiro gozam do cuidado e da protecção do Estado.
ARTIGO 28°

1 -      Os estrangeiros, na base da reciprocidade, e os apátridas, que residam ou se encontrem na Guiné-Bissau, gozam dos mesmos direitos e estão sujeitos aos mesmos deveres que o cidadão guineense, excepto no que se refere aos direitos políticos, ao exercício de funções públicas e aos demais direitos e deveres expressamente reservados por lei ao cidadão nacional.

2 -      O exercício de funções públicas só poderá ser permitido aos estrangeiros desde que tenham carácter predominantemente técnico, salvo acordo ou convenção internacional.

ARTIGO 29°

1 -      Os direitos fundamentais consagrados na Constituição não excluem quaisquer outros constantes das demais leis da República e das regras aplicáveis de direito internacional.

2 -       Os preceitos constitucionais e legais relativos aos direitos fundamentais devem ser interpretados de harmonia com a Declaração Universal dos Direitos do Homem.

ARTIGO 30°

1 -       Os preceitos constitucionais respeitantes aos direitos, liberdades e garantias são directamente aplicáveis e vinculam as entidades públicas e privadas.

2 -      O exercício dos direitos, liberdades e garantias fundamentais só poderá ser suspenso ou limitado em caso de estado de emergência, declarados nos termos da Constituição e da lei.

3 -      As leis restritivas de direitos, liberdades e garantias têm carácter geral e abstracto, devem limitar-se ao necessário para salvaguardar outros direitos ou interesses constitucionalmente protegidos e não podem ter efeitos retroactivos, nem diminuir o conteúdo essencial dos direitos.

ARTIGO 31º

1 -      O estado de sítio ou o estado de emergência só podem ser declarados, no todo ou em parte do território nacional, nos casos de agressão efectiva ou eminente por forças estrangeiras, de grave ameaça ou perturbação da ordem constitucional democrática ou de calamidade política.

2 -      A declaração do estado de sítio em caso algum pode afectar os direitos à vida, à integridade pessoal e à identidade pessoal, a capacidade civil e a cidadania, a não retroactividade da lei penal, o direito de defesa dos arguidos e a liberdade de consciência e de religião.

3 -      A declaração do estado de emergência apenas pode determinar a suspensão parcial dos direitos, liberdades e garantias.

ARTIGO 32°

Todo o cidadão tem o direito de recorrer aos órgãos jurisdicionais contra os actos que violem os seus direitos reconhecidos pela Constituição e pela lei, não podendo a justiça ser denegada por insuficiência de meios económicos.

ARTIGO 33º

O Estado e as demais entidades públicas são civilmente responsáveis, de forma solidária com os titulares dos seus órgãos, funcionário ou agentes, por acções ou omissões praticadas no exercício das suas funções, e por causa desse exercício, de que resulte violação dos direitos, liberdades e garantias, ou prejuízo para outrem.

ARTIGO 34º

Todos têm direito à informação e à protecção jurídica, nos termos da lei.

ARTIGO 35º

Nenhum dos direitos e liberdades garantidos aos cidadãos pode ser exercido contra a independência da Nação, a integridade do território, a unidade nacional, as instituições da República e os princípios e objectivos consagrados na presente Constituição.

ARTIGO 36°

1 -       Na República da Guiné-Bissau em caso algum haverá pena de morte.

2 -       Haverá pena de prisão perpétua para os crimes a definir por lei.

ARTIGO 37°

1 -       A integridade moral e física dos cidadãos é inviolável.

2 -      Ninguém pode ser submetido a tortura, nem a tratos ou penas cruéis, desumanos e degradantes.

3 -      Em caso algum haverá trabalhos forçados, nem medidas de segurança privativas de liberdade de duração ilimitada ou indefinida.

4 -      A responsabilidade criminal é pessoal e intransmissível.

ARTIGO 38°

1 -       Todo o cidadão goza da inviolabilidade da sua pessoa.

2 -      Ninguém pode ser total ou parcialmente privado de liberdade, a não ser em consequência de sentença judicial condenatória pela prática de acto punido pela lei com pena de prisão ou de aplicação judicial de medida de segurança.

3 -      Exceptua-se deste princípio a privação de liberdade pelo tempo e nas condições que a lei determinar.

4 -      A lei não pode ter efeito retroactivo, salvo quando possa beneficiar o arguido.

ARTIGO 39°

1 -      Toda a pessoa privada de liberdade deve ser informada imediatamente das razões da sua detenção e esta comunicada a parente ou pessoa de confiança do detido, por este indicada.

2 -      A privação da liberdade contra o disposto na Constituição e na lei constitui o Estado no dever de indemnizar o lesado, nos termos que a lei estabelecer.

3 -      A prisão ou detenção ilegal resultante de abuso de poder confere ao cidadão o direito de recorrer à providência do habeas corpus.

4 -      A providência do habeas corpus é interposta no Supremo Tribunal de Justiça, nos termos da lei.

5 -      Em caso de dificuldade de recurso ao Supremo Tribunal de Justiça, a providência poderá ser requerida no tribunal regional mais próximo.

ARTIGO 40°

1 -      A prisão sem culpa formada será submetida, no prazo máximo de quarenta e oito horas, a decisão judicial de validação ou manutenção, devendo o juiz conhecer das causas da detenção e comunicá-las ao detido, interrogá-lo e dar-lhe oportunidade de defesa.

2 -      A prisão preventiva não se mantém sempre que possa ser substituída por caução ou por medidas de liberdade provisória previstas na lei.

3 -      A prisão preventiva, antes e depois da formação da culpa, está sujeita aos prazos estabelecidos na lei.

ARTIGO 41°

1 -      Ninguém pode ser sentenciado criminalmente se não em virtude de lei anterior que declare punível a acção ou a omissão, nem sofrer medidas de segurança cujos pressupostos não estejam fixados em lei anterior.

2 -      Não podem ser aplicadas penas ou medidas de segurança que não estejam expressamente cominadas em lei anterior.

3 -      Ninguém pode sofrer penas ou medidas de segurança mais grave do que as previstas no momento da correspondente conduta ou de verificação dos respectivos pressupostos.

4 -      Ninguém pode ser julgado mais de uma vez pela prática do mesmo crime.

5 -      Nenhuma pena envolve, como efeito necessário, a perda de quaisquer direitos civis, profissionais ou políticos.

6 -      Os cidadãos injustamente condenados têm direito, nas condições prescritas na lei, a revisão da sentença e a indemnização pelos danos sofridos.

ARTIGO 42°

1 -       O processo criminal assegurará todas as garantias de defesa.

2 -      Todo o arguido se presume inocente até ao trânsito em julgado da sentença de condenação, devendo ser julgado no mais curto prazo compatível com as garantias de defesa.

3 -      O arguido tem direito a escolher defensor e a ser por ele assistido em todos os actos do processo, especificando a lei os casos e as fases em que essa assistência é obrigatória.

4 -      A instrução é da competência do juiz, o qual pode, nos termos da lei, delegar noutras entidades a prática dos actos de instrução que não se prendam directamente com os direitos fundamentais.

5 -      O processo criminal tem estrutura acusatória, estando a audiência de julgamento e os actos de instrução que a lei determina subordinados ao princípio contraditório.

6 -      São nulas todas as provas obtidas mediante torturas, coacção, ofensa da integridade física ou moral da pessoa, abusiva intromissão na vida privada, no domicílio, na correspondência ou nas telecomunicações.

ARTIGO 43°

1 -      Em caso algum é admissível a extradição ou expulsão do País do cidadão nacional.

2 -       Não é admitida a extradição de cidadãos estrangeiros por motivos políticos.

3 -       A extradição e a expulsão só podem ser decididas por autoridade judicial.

ARTIGO 44°

1 -      A todos são reconhecidos os direitos à identidade pessoal, à capacidade civil, à cidadania, ao bom-nome e reputação, à imagem, à palavra e à reserva da intimidade da vida privada e familiar.

2 -      A privação da cidadania e as restrições à capacidade civil só podem efectuar-se nos casos e termos previstos na lei, não podendo ter como fundamento motivos políticos.

ARTIGO 45°
1 -      É reconhecida aos trabalhadores a liberdade sindical como forma de promover a unidade, defender os seus direitos e proteger os seus interesses.

2 -      No exercício da liberdade sindical é garantido aos trabalhadores, sem qualquer discriminação, designadamente:

a)      A liberdade de constituição, de organização e de regulamentação interna das associações;

b)      O direito de exercício da actividade sindical nas empresas, nos termos previstos na lei.

3 -       As associações sindicais são independentes do Estado, do patronato, das confissões religiosas, dos partidos e outras associações políticas.

4 -       A lei assegura a protecção adequada aos representantes dos trabalhadores contra quaisquer formas de limitações do exercício legítimo das suas funções.

5 -       As associações sindicais devem reger-se pelos princípios da organização e da gestão democráticas, baseados na eleição periódica e por escrutínio secreto dos órgãos dirigentes, sem sujeição a qualquer autorização ou homologação dos trabalhadores, em todos os domínios da actividade sindical.

ARTIGO 46°

1 -       Aquele que trabalha tem direito à protecção, segurança e higiene no trabalho.

2 -      O trabalhador só pode ser despedido nos casos e termos previstos na lei, sendo proibidos os despedimentos por motivos políticos ou ideológicos.

3 -      O Estado criará gradualmente um sistema capaz de garantir ao trabalhador segurança social na velhice, na doença ou quando lhe ocorra incapacidade de trabalho.
ARTIGO 47°

1 -      É reconhecido aos trabalhadores o direito a greve nos termos da lei, competindo-lhes definir o âmbito de interesses profissionais a defender através da greve, devendo a lei estabelecer as suas limitações nos serviços e actividades essenciais, no interesse das necessidades inadiáveis da sociedade.

2 -       É proibido o lock-out.

ARTIGO 48°

1 -      O Estado reconhece o direito do cidadão à inviolabilidade do domicilio, da correspondência e dos outros meios de comunicação privada, exceptuando os casos expressamente previstos na lei em matéria de processo criminal. 

2 -      A entrada no domicílio contra a sua vontade só pode ser ordenada pela autoridade judicial competente nos casos e segundo as formas previstos na lei.

ARTIGO 49°

1 -       Todo o cidadão tem o direito e o dever da educação.

2 -      O Estado promove gradualmente a gratuitidade e a igual possibilidade de acesso de todos os cidadãos aos diversos graus de ensino.

3 -      É garantido o direito de criação de escolas privadas e cooperativas.

4 -      O ensino público não será confessional.

ARTIGO 50°

1 -      É livre a criação intelectual, artística e científica que não contrarie a promoção do progresso social.

2 -      Esta liberdade compreende o direito de invenção, produção e divulgação de obras científicas, literárias ou artísticas.

3 -      A lei protegerá o direito do autor.

ARTIGO 51°

1 -      Todos têm direito de exprimir e divulgar livremente o seu pensamento por qualquer meio ao seu dispor, bem como o direito de informar, de se informar e de ser informado sem impedimento nem discriminações.
2 -      O exercício desse direito não pode ser impedido ou limitado por qualquer tipo ou forma de censura.

3 -      A todas as pessoas, singulares ou colectivas, é assegurado, em condições de igualdade e eficácia, o direito de resposta e de rectificação, bem como o direito da indemnização pelos danos sofridos.

ARTIGO 52°

1 -       A liberdade de consciência e de religião é inviolável.

2 -      A todos é reconhecida a liberdade de culto, que em caso algum poderá violar os princípios fundamentais consagrados na Constituição.

3 -      É garantida a liberdade de ensino de qualquer religião praticada no âmbito da respectiva confissão.

ARTIGO 53º

A todos os cidadãos é garantido o direito de se deslocar livremente em qualquer parte do território nacional.

ARTIGO 54°

1 -      Os cidadãos têm o direito de se reunir pacificamente em lugares abertos ao público, nos termos da lei.

2 -       A todos os cidadãos é reconhecido o direito de se manifestar, nos termos da lei.

ARTIGO 55º

1 -      Os cidadãos têm o direito de, livremente e sem dependência de qualquer autorização, constituir associações, desde’que estas não se destinem a promover a violência e os respectivos fins não sejam contrários à lei.

2 -      As associações prosseguem livremente os seus fins sem interferência das autoridades públicas e não podem ser dissolvidas pelo Estado ou suspensas as suas actividades senão nos casos previstos na lei e mediante decisão judicial.

3 -       Não são consentidas associações armadas nem de tipo militar, militarizadas ou paramilitares, nem organizações que promovam o racismo e o tribalismo.

ARTIGO 56°

1 -       É garantida a liberdade de imprensa.

2 -      As estações de rádio e televisão só podem ser criadas mediante licença a conferir nos termos da lei.

3 -      O Estado garante um serviço de imprensa, de rádio e de televisão, independente dos interesses económicos e políticos, que assegure a expressão e o confronto das diversas correntes de opinião.

4 -      Para garantir o disposto no número anterior e assegurar o respeito pelo pluralismo ideológico, será criado um Conselho Nacional de Comunicação Social, órgão independente cuja composição e funcionamento serão definidos por lei.

ARTIGO 57°

Os partidos políticos têm direito a tempos de antena na rádio e na televisão nos termos da lei. 

ARTIGO 58º

Em conformidade com o desenvolvimento do País, o Estado criará progressivamente as condições necessárias à realização integral dos direitos de natureza económica e social reconhecidos neste título.  
TITULO III
ORGANIZAÇÃO DO PODER POLÍTICO
CAPÍTULO 1
DOS PRINCÍPIOS GERAIS

ARTIGO 59º

1 -      São órgãos de soberania o Presidente da República, a Assembleia Nacional Popular, o Governo e os tribunais.

2 -      A organização do poder político baseia-se na separação e independência dos órgãos de soberania e na subordinação de todos eles à Constituição.

ARTIGO 60º

«O sistema eleitoral, as condições de elegibilidade, a divisão do território em círculos eleitorais, o número de deputados, bem como o processo e os órgãos de fiscalização dos actos eleitorais, serão definidos na Lei Eleitoral.

ARTIGO 61º

«Os titulares de cargos políticos respondem política, civil e criminalmente pelos actos e omissões que pratiquem no exercício das suas funções.

CAPÍTULO II
DO PRESIDENTE DA REPÚBLICA

ARTIGO 62°

1 -       O Presidente da República é o Chefe do Estado, símbolo da unidade, garante da independência nacional e da Constituição e Comandante Supremo das Forças Armadas.

2 -       O Presidente da República representa a República da Guiné-Bissau.

ARTIGO 63°

1 -      O Presidente da República é eleito por sufrágio livre e universal, igual, directo, secreto e periódico dos cidadãos eleitores recenseados.

2 -      São elegíveis para o cargo de Presidente da República os cidadãos eleitores guineenses de origem, filhos de pais guineenses de origem, maiores de 35 anos de idade, no pleno gozo dos seus direitos civis e políticos.

ARTIGO 64°

1 -      O Presidente da República é eleito por maioria absoluta dos votos validamente expressos.

2 -      Se nenhum dos candidatos obtiver a maioria absoluta, haverá lugar, no prazo de 21 dias, a um novo escrutínio, ao qual só se poderão apresentar os dois concorrentes mais votados.

ARTIGO 65°

As funções de Presidente da República são incompatíveis com quaisquer outras de natureza pública ou privada.

ARTIGO 66°

1 -       O mandato do Presidente da República tem a duração de cinco anos.

2 -       O Presidente da República não pode candidatar-se a um terceiro mandato consecutivo, nem durante os cinco anos subsequentes ao termo do segundo mandato.

3 -       Se o Presidente da República renunciar ao cargo, não poderá candidatar-se às eleições imediatas, nem às que sejam realizadas no quinquénio imediatamente subsequente à renúncia.

ARTIGO 67°

O Presidente da República eleito é investido em reunião plenária da Assembleia Nacional Popular, pelo respectivo Presidente, prestando nesse acto o seguinte juramento: “Juro por minha honra defender a Constituição e as leis, a independência e a unidade nacionais, dedicar a minha inteligência e as minhas energias ao serviço do povo da Guiné-Bissau, cumprindo com total fidelidade os deveres da alta função para que fui eleito”.

ARTIGO 68°

São atribuições do Presidente da República:

a)      Representar o Estado Guineense;

b)      Defender a Constituição da República;

c)      Dirigir mensagem à Nação e à Assembleia Nacional;

d)      Convocar extraordinariamente a Assembleia Nacional Popular sempre que razões imperiosas de interesse público o justifiquem; 

e)      Ratificar os tratados internacionais;

f)       Fixar a data das eleições do Presidente da República, dos deputados à Assembleia Nacional Popular e dos titulares dos órgãos de poder local, nos termos da lei;

g)      Nomear e exonerar o Primeiro-Ministro, tendo em conta 6s resultados eleitorais e ouvidas as forças políticas representadas na Assembleia Nacional Popular;

h)      Empossar o Primeiro-Ministro;

i)       Nomear e exonerar os restantes membros do Governo, sob proposta do Primeiro-Ministro, e dar-lhes posse;

j)       Criar e extinguir ministérios e secretarias de Estado, sob proposta do Primeiro-Ministro;

l)       Presidir o Conselho de Estado;

m)    Presidir o Conselho de Ministros, quando entender;

n)      Empossar os juízes do Supremo Tribunal de Justiça;

o)      Nomear e exonerar, sob proposta do Governo, o Chefe do Estado-Maior-General das Forças Armadas;

p)      Nomear e exonerar, ouvido o governo, o Procurador-Geral da República;

q)     Nomear e exonerar os Embaixadores, ouvido o Governo;

r)      Acreditar os embaixadores Estrangeiros;

s)      Promulgar as leis, os decretos-lei e os decretos;

t)       Indultar e comutar penas;

u)      Declarar a guerra e fazer a paz, nos temos do artigo 85°, nº 1, alínea), da Constituição; 

v)      Declarar o estado de sítio e de emergência, nos termos do artigo 85°, nº 1, alínea i), da Constituição;

x)      Conceder títulos honoríficos e condecorações do Estado;

z)      Exercer as demais funções que lhe forem atribuídas pela Constituição e pela lei.

ARTIGO 69°

1 -       Compete ainda ao Presidente da República:

a)      Dissolver a Assembleia Nacional Popular, em caso de grave crise política, ouvidos o Presidente da Assembleia Nacional Popular e os partidos políticos nela representados e observados os limites impostos pela Constituição;

b)      Demitir o Governo, nos termos do nº 2 do artigo 104° da Constituição;

c)      Promulgar ou exercer o direito de veto no prazo de 30 dias contados da recepção de qualquer diploma da Assembleia Nacional Popular ou do Governo para promulgação.

2 -      O veto do Presidente da República sobre as leis da Assembleia Nacional Popular pode ser superado por voto favorável da maioria de dois terços dos deputados em efectividade de funções.

ARTIGO 70°

No exercício das suas funções, o Presidente da República profere decretos presidenciais.

ARTIGO 71°

1 -      Em caso de ausência para o estrangeiro ou impedimento temporário, o Presidente da República será substituído interinamente pelo Presidente da Assembleia Nacional Popular.

2 -      Em caso de morte ou impedimento definitivo do Presidente da República, assumirá as funções o Presidente da Assembleia Nacional Popular ou, no impedimento deste, o seu substituto até tomada de posse do novo Presidente eleito.

3 -       O novo Presidente será eleito no prazo de 60 dias.

4 -      O Presidente da República interino não pode, em caso algum, exercer as atribuições previstas nas alíneas g), i), m), n), o), s), v) e x) do artigo 68° e ainda nas alíneas a), b) e c) do nº 1 do artigo 69° da Constituição.

5 -      A competência prevista na alínea J) do artigo 68° só poderá ser exercida pelo Presidente da República interino para cumprimento no nº 3 do presente artigo.

ARTIGO 72°

1 -      Pelos crimes cometidos no exercício das suas funções o Presidente da República responde perante o Supremo Tribunal de Justiça.

2 -      Compete à Assembleia Nacional Popular requerer ao Procurador-Geral da República a promoção da acção penal contra o Presidente da República sob proposta de um terço e aprovação de dois terços dos deputados em efectividade de funções.

3 -       A condenação do Presidente da República implica a destituição do cargo e a impossibilidade da sua reeleição.

4 -       Pelos crimes cometidos fora do exercício das suas funções, o Presidente da República responde perante os tribunais comuns, findo o seu mandato.

CAPÍTULO III
DO CONSELHO DE ESTADO

ARTIGO 73°

O Conselho de Estado é o órgão político de consulta do Presidente da República.

ARTIGO 74°

1 -      O Conselho de Estado é presidido pelo Presidente da República e composto pelos seguintes membros:

a)      O Presidente da Assembleia Nacional;

b)      O Primeiro-Ministro;

c)      O Presidente do Supremo Tribunal de Justiça;

d)      O representante de cada um dos partidos políticos com assento na Assembleia Nacional Popular;

e)      Cinco cidadãos designados pelo Presidente da República pelo período correspondente à duração do seu mandato.

2 -      O representante a que se refere a alínea d) do número anterior é escolhido por cooptação entre os deputados à Assembleia Nacional Popular.

3 -      Os membros do Conselho de Estado são empossados pelo Presidente da República.

ARTIGO 75°

Compete ao Conselho de Estado:

a)      Pronunciar-se sobre a dissolução da Assembleia Nacional Popular;

b)      Pronunciar-se sobre a declaração de estado de sítio e de emergência;

c)      Pronunciar-se sobre a declaração da guerra e a instauração da paz;

d)      Aconselhar o Presidente da República no exercício das suas funções, quando este lho solicitar.

CAPÍTULO IV
DA ASSEMBLEIA NACIONAL POPULAR

ARTIGO 76°

A Assembleia Nacional Popular é o supremo órgão legislativo e de fiscalização política representativo de todos os cidadãos guineenses. Ela decide sobre as questões fundamentais da política interna e externa do Estado.

ARTIGO 77°

Os deputados à Assembleia Nacional Popular são eleitos por círculos eleitorais definidos na lei por sufrágio universal, livre, igual, directo, secreto e periódico.

ARTIGO 78°

1 -       Os membros da Assembleia Nacional Popular designam-se por Deputados.

2 -      Os deputados à Assembleia Nacional Popular são representantes de todo o povo e não unicamente dos círculos eleitorais por que foram eleitos.

3 -      Os deputados têm o dever de manter um contacto estreito com os seus eleitores e de lhes prestar regularmente contas das suas actividades.
ARTIGO 79°

Cada legislatura tem a duração de quatro anos e inicia-se com a proclamação dos resultados eleitorais. 

ARTIGO 80º

Os deputados à Assembleia Nacional Popular prestam juramento nos seguintes termos: “Juro que farei tudo o que estiver nas minhas forças para cumprir, com honra e fidelidade total ao povo, o meti mandato de deputado, defendendo sempre e intransigentemente os interesses nacionais e os princípios e objectivos da Constituição da República da Guiné-Bissau”.

ARTIGO 81º

O deputado tem direito de fazer interpelação ao Governo, oralmente ou por escrito, devendo-lhe ser dada a resposta na mesma sessão ou no prazo máximo de 15 dias, por escrito, caso haja necessidade de investigações.

ARTIGO 82°

1 -      Nenhum deputado pode ser incomodado, perseguido, detido, preso, julgado ou condenado pelos votos e opiniões que emitir no exercício do seu mandato.

2 -      Salvo em caso de flagrante delito a que corresponda pena igual ou superior a dois anos de trabalho obrigatório, ou prévio assentimento da Assembleia Nacional Popular, os deputados não podem ser detidos ou presos por questão criminal ou disciplinar, em juízo ou fora dele.

ARTIGO 83°

1 -      Os direitos e regalias, bem como os poderes e deveres dos deputados, são regulados por lei.

2 -      O deputado que falte gravemente aos seus deveres pode ser destituído pela Assembleia Nacional Popular.

ARTIGO 84°

1 -      A Assembleia Nacional Popular elegerá, na 1a sessão de cada legislatura, o seu Presidente e os demais membros da Mesa.

2 -      A Mesa é composta pelo Presidente, um l Vice-Presidente, um 2° Vice-Presidente, um 1° Secretário e um 2° Secretário, eleitos por toda a legislatura.

3 -      As atribuições e competências da Mesa são reguladas pelo Regimento da Assembleia.

4 -      O cargo de deputado à Assembleia Nacional Popular é incompatível com o de membro do Governo.

ARTIGO 85°

Compete à Assembleia Nacional Popular:

a)      Proceder à revisão constitucional, nos termos dos artigos 127° e seguintes;

b)      Decidir da realização de referendos populares;

c)      Fazer leis e votar moções e resoluções;

d)      Aprovar o Programa do Governo;

e)      Requerer ao Procurador-Geral da República o exercício da acção penal contra o Presidente da República, nos termos do artigo 72° da Constituição; Votar moções de confiança e de censura ao Governo;

g)   Aprovar o Orçamento Geral do Estado e o Plano Nacional de Desenvolvimento, bem como as respectivas leis;

h)      Aprovar os tratados que envolvam a participação da Guiné-Bissau em organizações internacionais, os tratados de amizade, de paz, de defesa, de rectificação de fronteiras e ainda quaisquer outros que o Governo entenda submeter-lhe;

i)       Pronunciar-se sobre a declaração de estado de sítio e de emergência;

j)       Autorizar o Presidente da República a declarar a guerra e a fazer a paz;

k)      Conferir ao Governo a autorização legislativa;

l)       Ratificar os decretos-lei aprovados pelo Governo no uso da competência legislativa delegada;

m)    Apreciar as contas do Estado relativas a cada ano económico;

n)      Conceder amnistia;

o)      Zelar pelo cumprimento da Constituição e das leis e apreciar os actos do Governo e da Administração

p)      Elaborar e aprovar o seu Regimento

q)      Exercer as demais atribuições que lhe sejam conferidas pela Constituição e pela lei.

2 -      Quando o Programa do Governo não tenha sido aprovado pela Assembleia Nacional Popular, terá lugar, no prazo de 15 dias, um novo debate.

3 -      A questão de confiança perante a Assembleia Nacional é desencadeada pelo Primeiro-Ministro, precedendo à deliberação do Conselho de Ministros.

4 -      A iniciativa da moção de censura cabe pelo menos a um terço de deputados em efectividade de funções.

5 -      A não aprovação de uma moção de confiança ou a aprovação de uma moção de censura por maioria absoluta implicam a demissão do Governo.

ARTIGO 86° (*)
(*) Suprimidas as anteriores alíneas d) e e) pela Lei Constitucional nº 1/96.

É da exclusiva competência da Assembleia Nacional Popular legislar sobre as seguintes matérias:

a)      Nacionalidade guineense;

b)      Estatuto da terra e a forma da sua utilização;

c)      Organização de defesa nacional; 

f)       Sistema monetário;

g)      Organização judiciária e estatuto dos magistrados;

h)      Definição dos crimes, penas e medidas de segurança e processo criminal;

i)       Estado de sítio e estado de emergência;

j)       Definição dos limites das águas territoriais e da sua zona económica exclusiva;

k)      Direitos, liberdades e garantias;

l)       Associações e partidos políticos;

m)    Sistema eleitoral.

ARTIGO 87º

É da exclusiva competência da Assembleia Nacional Popular legislar sobre as seguintes matérias, salvo autorização conferida ao Governo:

a)      Organização da administração central e local;

b)      Estatuto dos funcionários públicos e responsabilidade civil da Administração;

c)      Expropriação e requisição por utilidade púbica;

d)      Estado e capacidade das pessoas;

e)      Nacionalização dos meios de produção;

f)       Delimitação dos sectores de propriedade e das actividades económicas.

ARTIGO 88°

A Assembleia Nacional Popular cria comissões especializadas em razão da matéria e pode constituir comissões eventuais para se ocuparem de assuntos determinados.

ARTIGO 89°

1 -       A Assembleia Nacional Popular reúne-se, em sessão ordinária,

2 -      A Assembleia Nacional Popular reunir-se-á extraordinariamente por iniciativa do Presidente da República, dos deputados, do Governo e da sua Comissão Permanente.

ARTIGO 90°

Os membros do Governo podem tomar assento e usar da palavra nas reuniões da Assembleia Nacional Popular, nos termos do Regimento.

ARTIGO 91º

1 -       A iniciativa legislativa compete aos deputados e ao Governo

2 -      As decisões da Assembleia Nacional Popular assumem a forma de leis, resoluções e moções.

ARTIGO 92°

1 -      A Assembleia Nacional Popular pode autorizar o Governo a legislar, por decreto-lei, sobre matérias previstas no artigo 87º. A autorização deve estabelecer o seu objecto, a sua extensão e duração

2 -       O termo da legislatura e a mudança de Governo acarretam a caducidade das autorizações legislativas concedidas.

3 -      Os decretos-leis aprovados pelo Governo no uso da competência legislativa delegada serão remetidos à Assembleia Nacional Popular para ratificação, dispondo esta de um prazo de 30 aias para o efeito, findo o qual o diploma será considerado ratificado.

ARTIGO 93º

São atribuições do Presidente da Assembleia Nacional Popular:
1)      Presidir às sessões da Assembleia Nacional Popular e velar pela aplicação do seu Regimento

2)      Convocar as sessões ordinárias da Assembleia Nacional Popular;

3)      Superintender e coordenar os trabalhos das comissões permanentes e eventuais da Assembleia Nacional Popular;

4)      Assinar e ordenar a publicação no Boletim Oficial das leis e resoluções da Assembleia Nacional Popular;

5)      Dirigir as relações internacionais da Assembleia Nacional Popular;

6)      Todas as demais que lhe forem atribuídas pela presente Constituição ou pela Assembleia Nacional Popular.

ARTIGO 94º

1 -      A Assembleia Nacional Popular não pode ser dissolvida nos 12 meses posteriores à eleição, no último semestre do mandato do Presidente da República ou durante a vigência do estado de sítio ou de emergência.

2 -      A dissolução da Assembleia Nacional Popular não impede a subsistência do mandato dos deputados até abertura da legislatura subsequente às novas eleições.

ARTIGO 95º

1 -      Entre as sessões legislativas e durante o período em que a Assembleia Nacional Popular se encontrar dissolvida, funcionará uma Comissão Permanente da Assembleia Nacional Popular.

2 -      A Comissão Permanente é presidida pelo Presidente da Assembleia Nacional Popular e é composta pelo Vice-Presidente e pelos representantes dos partidos com assento na Assembleia Nacional Popular, de acordo com a sua representatividade.

3 -       Compete à Comissão Permanente:

a)      Acompanhar a actividade do Governo e da Administração;

b)      Exercer os poderes da Assembleia Nacional Popular relativamente ao mandato dos deputados;

c)      Promover a convocação da Assembleia Nacional Popular sempre que tal se afigure necessário;

d)      Preparar a abertura das sessões;

e)      Pronunciar-se sobre a declaração do estado de sítio e do estado de emergência.

4 -      A Comissão Permanente responde e presta contas de todas as suas actividades perante a Assembleia Nacional Popular

CAPÍTULO V
DO GOVERNO

ARTIGO 96°

1 -      O Governo é o órgão executivo e administrativo supremo da República da Guiné-Bissau.

2 -      O Governo conduz a política geral do País de acordo com o seu Programa, aprovado pela Assembleia Nacional Popular.

ARTIGO 97º

1 -      O Governo é constituído pelo Primeiro-Ministro, pelos Ministros e pelos Secretários de Estado.

2 -      O Primeiro-Ministro é o Chefe do Governo, competindo-lhe dirigir e coordenar a acção deste e assegurar a execução das leis;

3 -      Compete ainda ao Primeiro-Ministro, sem prejuízo de outras atribuições que lhe forem conferidas pela Constituição e pela lei, informar o Presidente da República acerca dos assuntos respeitantes à condução da política interna e externa do País.

ARTIGO 98º

1 -      O Primeiro-Ministro É nomeado pelo Presidente da República tendo em conta os resultados eleitorais e ouvidos os partidos políticos representados na Assembleia Nacional Popular.

2 -      Os ministros e secretários de Estado são nomeados pelo Presidente da República, sob proposta do Primeiro-Ministro.

ARTIGO 99º

Os Ministros e Secretários de Estado prestam, no acto da sua posse o seguinte juramento: 

“Juro por minha honra dedicar a minha inteligência e as minhas energias ao serviço do povo, exercendo as funções (de Ministro ou Secretário de Estado) para que fui nomeado no Governo da República da Guiné-Bissau, com total fidelidade à Constituição e as leis”.

ARTIGO 100º
1 -       No exercício das suas funções compete ao Governo:

a)      Dirigir a Administração Pública, coordenando e controlando a actividade dos Ministérios e dos demais Organismos Centrais da Administração e os do Poder Local;

b)      Organizar e dirigir a execução das actividades políticas, económicas, culturais, científicas, sociais, de defesa e segurança, de acordo com o seu Programa;

c)      Preparar o Piano de Desenvolvimento Nacional e o Orçamento Geral do Estado e execução: 

d)      Legislar por decretos-leis e decretos sobre matérias respeitantes à sua organização e funcionamento e sobre matérias não reservadas à Assembleia Nacional Popular;

e)      Aprovar propostas de lei e submetê-las à Assembleia Nacional Popular;

f)       Negociar e concluir acordos e convenções internacionais;

g)      Nomear e propor a nomeação dos cargos civis e militares;

h)      O que mais lhe for cometido por lei.

2 -      As competências atribuídas nas alíneas a), b), d) e e) do número anterior são exercidas pelo Governo, reunido em Conselho de Ministros.

ARTIGO 101º

L -      O Conselho de Ministro é constituído pelo Primeiro-Ministro, que o preside, e pelos ministros.

2 -       Podem ser criados Conselhos de Ministros especializados em razão da matéria.

3 -      Os membros do Governo estão vinculados ao Programa do Governo e às deliberações tomadas em Conselho de Ministros.

4 -      Os secretários de Estado podem ser convocados a participar no Conselho de Ministros.
ARTIGO 102°

O Governo, reunido em Conselho de Ministros, exerce a sua competência legislativa por meio de decretos-leis e decretos.

ARTIGO 103°

O Governo é politicamente responsável perante o Presidente da República e perante a Assembleia Nacional Popular.

ARTIGO 104°

1 -       Acarreta a demissão do Governo:

a)      O início de nova 1eis1atura:

b)      A não aprovação pela segunda vez consecutiva do Programa do Governo;

c)      A aceitação pelo Presidente da República do pedido de demissão apresentado pelo Primeiro-Ministro;

d)      A aprovação de uma moção, de censura ou não aprovação de uma moção de confiança por maioria absoluta dos deputados em efectividade de funções;

e)      A morte ou impossibilidade física prolongada do Primeiro-Ministro.

2 -      O Presidente da República pode demitir o Governo em caso de grave crise política que ponha em causa o normal funcionamento das instituições da República, ouvidos o Conselho de Estado e os partidos políticos com assento parlamentar

CAPITULO VI
DO PODER LOCAL (*)
(*) Nova redacção dada pela Lei Constitucional n°1/96

ARTIGO 105º

1 -      A organização do poder político do Estado compreende a existência das autarquias locais, que gozam de autonomia administrativa e financeira.

2 -      As autarquias locais são pessoas colectivas territoriais, de órgãos representativos, que visam a prossecução de interesses próprios das comunidades locais, não se subtraindo à estrutura unitária do Estado.

ARTIGO 106º

1 -      As autarquias locais são os municípios, secções autárquicas e juntas locais.

2 -       Nos sectores funcionarão os municípios, nas secções administrativas funcionarão as secções autárquicas e nas juntas locais funcionarão as juntas de moradores

ARTIGO 107°

1 -      Para os efeitos político-administrativos, o território nacional divide-se em regiões, subdividindo-se estas em sectores e secções, podendo a lei estabelecer outras formas de subdivisões nas comunidades cuja especificidade isso requerer.

2 -      A organização e o funcionamento das regiões administrativas serão definidos por lei.

3 -      Nas grandes áreas urbanas e nas ilhas, a lei poderá estabelecer, de acordo com as suas condições específicas, outras formas de organização territorial autárquica, bem como outras subdivisões administrativas autónomas.

ARTIGO 108°

1 -      Os representantes máximos do Governo nas regiões serão designados por Governadores de região e nos sectores por administradores de sector.

2 -      A nomeação e a exoneração dos governadores de região são da competência do Governo, sob proposta do ministro da tutela.

3 -      O provimento do cargo de administrador de sector obedecerá aos requisitos constantes da respectiva lei-quadro.

ARTIGO 109°

As atribuições e a organização das autarquias locais, bem como a competência dos seus órgãos, serão reguladas por lei, de harmonia com o princípio da autonomia do poder local.

ARTIGO 110°

1 -       As autarquias locais têm património e finanças próprios.

2 -      O regime das finanças locais, a estabelecer por lei, deverá visar ajusta repartição dos recursos públicos pelo Estado e pelas autarquias locais e a necessária correcção de desigualdades entre as autarquias.

3 -      São receitas próprias das autarquias locais as provenientes da gestão do seu património e as cobradas pela utilização dos seus serviços.

ARTIGO 111º

1 -      A organização das autarquias locais compreende uma assembleia dotada de poderes deliberativos, eleita por sufrágio universal, directo e secreto dos cidadãos residentes, segundo o sistema de representação proporcional, e um órgão colegial executivo perante ele responsável.

2 -       Os órgãos das autarquias locais podem efectuar consultas directas aos cidadãos eleitores recenseados na respectiva área, por voto secreto, sobre matéria de sua competência exclusiva, nos casos, termos e com a eficiência que a lei estabelecer.

ARTIGO 112°

1 -      Nos limites da Constituição e das leis, as autarquias locais dispõem de poder regulamentar próprio.

2 -      A tutela administrativa sobre as autarquias locais consiste na verificação do cumprimento das leis por parte dos órgãos autárquicos e é exercida nos casos e segundo as formas previstas na lei.

ARTIGO 113°

Os órgãos representativos das autarquias locais são:

a)     Nos municípios, a assembleia municipal e a câmara municipal;

b)     Nas secções autárquicas, a assembleia dos moradores e a comissão directiva dos moradores.

ARTIGO 114°

1 -      Os administradores de sector terão assento na assembleia municipal, mas sem direito a voto.

2 -      A câmara municipal é o órgão executivo do município, eleito pelos cidadãos eleitores residentes na sua área, tendo por presidente o primeiro candidato da lista mais votada.

ARTIGO 115°

A Lei Eleitoral determinará a forma da elegibilidade dos titulares dos órgãos das autarquias locais, sua composição, bem como o funcionamento, a duração do mandato e a forma dos seus actos.

ARTIGO 116°

Compete à Assembleia Nacional Popular, ouvido o Governo, dissolver os órgãos das autarquias locais em casos de prática de actos ou omissões contrários à lei.
ARTIGO 117°

A criação ou a extinção das autarquias locais, bem como a alteração da respectiva área, compete à Assembleia Nacional Popular, podendo ser precedida de consultas aos órgãos das autarquias abrangidas.

ARTIGO 118°

As autarquias locais participam, por direito próprio e nos termos definidos pela lei, nas receitas provenientes dos impostos directos.

CAPÍTULO VII
DO PODER JUDICIAL

ARTIGO 119°

Os tribunais são órgãos de soberania com competência para administrar a justiça em nome do povo.

ARTIGO 120º

1 -       O Supremo Tribunal de Justiça é a instância judicial suprema da República. Os seus juízes são nomeados pelo Conselho Superior de Magistratura.

2 -      Os juízes do Supremo Tribunal de Justiça são empossados pelo Presidente da República.

3 -      Compete ao Supremo Tribunal de Justiça e demais tribunais instituídos pela lei exercer a função jurisdicional.

4 -      No exercício da sua função jurisdicional, os tribunais são independentes e apenas estão sujeitos à lei.

5 -      O Conselho Superior de Magistratura Judicial é o órgão superior de gestão e disciplina da magistratura judicial.

6 -      Na sua composição, o Conselho Superior de Magistratura contará, pelo menos, com representantes do Supremo Tribunal de Justiça, dos demais tribunais e da Assembleia Nacional Popular, nos termos que vierem a ser fixados por lei.

ARTIGO 121º

1 -      É proibida a existência de tribunais exclusivamente destinados ao julgamento de certas categorias de crimes.

2 -       Exceptuam-se do disposto no número anterior: 

a)     Os tribunais militares, aos quais compete o julgamento dos crimes essencialmente militares definidos por lei;

b)     Os tribunais administrativos, fiscais e de contas.

ARTIGO 122°

Por lei poderão ser criados tribunais para conhecimento de litígios de carácter social, quer cíveis, quer penais.

ARTIGO 123°

1 -      O juiz exerce a sua função com total fidelidade aos princípios fundamentais e aos objectivos da presente Constituição.

2 -      No exercício das suas funções, o juiz é independente e só deve obediência à lei e à sua consciência.

3 -      O juiz não é responsável pelos seus julgamentos e decisões. Só nos casos especialmente previstos na lei pode ser sujeito, em razão do exercício das suas funções, a responsabilidade civil, criminal ou disciplinar.

4 -      A nomeação, demissão, colocação, promoção e transferência de juízes dos tribunais judiciais e o exercício da acção disciplinar compete ao Conselho Superior de Magistratura, nos termos da lei.

ARTIGO 124°

A lei regula a organização, competência e o funcionamento dos órgãos de administração da justiça.

ARTIGO 125°

1 -      O Ministério Público é o órgão do Estado encarregado de, junto dos tribunais, fiscalizar a legalidade e representar o interesse público e social e é o titular da acção penal.

2 -      O Ministério Público organiza-se como uma estrutura hierarquizada sob a direcção do Procurador-Geral da República.

3 -      O Procurador-Geral da República é nomeado pelo Presidente da República, ouvido o Governo.
TÍTULO IV
GARANTIA E REVISÃO DA CONSTITUIÇÃO
CAPÍTULO 1
DA FISCALIZAÇÃO DA CONSTITUCIONALIDADE DAS LEIS

ARTIGO 126°

1 -      Nos feitos submetidos a julgamentos não podem os tribunais aplicar normas que infrinjam o disposto na Constituição ou os princípios nela consagrados.

2 -      A questão da inconstitucionalidade pode ser levantada oficiosamente pelo tribunal, pelo Ministério Público ou por qualquer das partes.

3 -      Admitida a questão da inconstitucionalidade, o incidente sobe em separado ao Supremo Tribunal de Justiça, que decidirá em plenário.

4 -      As decisões tomadas em matéria de inconstitucionalidade pelo plenário do Supremo Tribunal de Justiça terão força obrigatória geral e serão publicadas no Boletim Oficial.

CAPÍTULO II
DA REVISÃO CONSTITUCIONAL

ARTIGO 127°

1 -      A presente Constituição pode ser revista, a todo o momento, pela Assembleia Nacional Popular.

2 -       A iniciativa de revisão constitucional compete aos deputados.

ARTIGO 128°

1 -      Os projectos de revisão indicarão sempre os artigos a rever e o sentido das modificações que nele se pretendem introduzir.

2 -      Os projectos de revisão serão submetidos à Assembleia Nacional Popular por pelo menos um terço dos deputados em efectividade de funções.

ARTIGO 129°

As propostas de revisão terão de ser aprovadas por maioria de dois terços dos deputados que constituem a Assembleia.

ARTIGO 130°

Nenhum projecto de revisão poderá afectar:

a)     A estrutura unitária e a forma republicana do Estado; 

b)     O estatuto laico do Estado;

c)     A integridade do território nacional;

d)     Símbolos nacionais e Bandeira e Hino Nacionais;

e)     Direitos, liberdades e garantias dos cidadãos;

f)       O Direitos fundamentais dos trabalhadores;

g)     O sufrágio universal, directo, igual, secreto e periódico na designação dos titulares de cargos electivos dos órgãos de soberania;

h)     O pluralismo político e de expressão, partidos políticos e o direito da oposição democrática;

i)       A separação e a interdependência dos órgãos de soberania;

j)       A independência dos tribunais.

ARTIGO 131º

Nenhum projecto ou proposta de revisão poderá ser apresentado, debatido ou votado na vigência de estado de sítio ou de estado de emergência.

TITULO V
DISPOSIÇÕES FINAIS E TRANSITÓRIAS

ARTIGO 132°

Os elementos das forças e da segurança, no activo, actualmente deputados à Assembleia Nacional Popular continuarão em exercício até à realização das próximas eleições legislativas.

ARTIGO 133°

Os órgãos de Estado instituídos pela Constituição da República da Guiné-Bissau de 16 de Maio de 1984 mantêm-se em funções até à data da posse dos titulares dos órgãos de soberania que resultarem dos respectivos actos eleitorais.

Aprovada em 27 de Novembro de 1996.

Promulgada em 4 de Dezembro de 1996.

Publique-se.

O Presidente da Assembleia Nacional Popular, Malam Bacai Sanhá.

O Presidente da República, João Bernardo Vieira